# Charles Niven
Charles Niven (1845-1923) va ser un matemàtic escocès, germà de William Davidson Niven.

## Vida i Obra
Com el seu germà gran, William Davidson Niven, Charles Niven va estudiar a la universitat de Cambridge i sota la tutoria d'Edward Routh, va obtenir el senior wrangler en els exàmens de matemàtiques de 1867 (el seu germà ho havia aconseguit l'any anterior). Després de graduar-se va ser professor de matemàtiques a Cork (Irlanda).
Des de 1880, Niven va ser professor de Filosofia Natural a la universitat d'Aberdeen, i va ser el responsable d'establir el departament de Física del Marischal College quan es va fundar, el 1906. Es va retirar a finals de l'any 1922.
Va ser fellow de la Royal Society des de 1880 i membre honorari de la Societat Matemàtica d'Edimburg des de 1883.